# Manfred Lucas
Manfred Lucas (* 1. Juni 1943 in Kiel) ist ein deutscher Politiker (SPD), ehemaliger Landrat und ehemaliger Abgeordneter im Landtag von Nordrhein-Westfalen. 

## Biografie
Nach dem Hauptschulabschluss im Jahre 1957 machte Lucas eine Lehre als Bergmann. 1961 trat er in den Polizeidienst des Landes Nordrhein-Westfalen ein. Im Jahre 1972 legte er dort die Prüfung als Diplom-Verwaltungswirt ab. Er lebt in der Gemeinde Kreuzau.

## Politischer Werdegang
Lucas ist seit 1966 Mitglied der SPD. Er hatte verschiedene Funktionen inne. So war er Mitglied im SPD-Landesausschuss und außerdem war er stellvertretender Unterbezirksvorsitzender im Kreis Düren und Ortsvereinsvorsitzender in der Gemeinde Kreuzau. Nachdem er von 1972 bis 1976 Mitglied des Stadtrates in Düren war, war er von 1979 bis 1994 Fraktionsvorsitzender im Kreuzauer Gemeinderat. Von 1994 bis 1999 war er der letzte ehrenamtliche Landrat, im selben Zeitraum war er  Kreistagsmitglied im Kreis Düren.  
Vom 31. Mai 1990 bis 31. Mai 1995 und vom 29. Oktober 1998 bis 1. Juni 2000 war er Mitglied des nordrhein-westfälischen Landtages.